# Ambazac
Ambazac este o comună în departamentul Haute-Vienne din centrul Franței. În 2009 avea o populație de 5.445 de locuitori.

## Evoluția populației
| An        | 1975  | 1982  | 1990  | 1999  | 2006  | 2009  |
| --------- | ----- | ----- | ----- | ----- | ----- | ----- |
| Populație | 3.929 | 4.657 | 4.889 | 4.836 | 5.178 | 5.445 |